# بالاش لينغيل
بالاش لينغيل (مواليد 27 يونيو 1980) هو مبارز بالسيف مجري، مثّل بلاده في الألعاب الأولمبية الصيفية 2004.

## روابط خارجية
بالاش لينغيل على موقع أوليمبيديا (الإنجليزية)